# Avenue du Docteur-Heckel
Pour les articles homonymes, voir Heckel.
L’avenue du Docteur Heckel est une voie marseillaise en ligne droite située dans le 11e arrondissement de Marseille. 

## Situation et accès
Elle va de l'avenue Emmanuel Allard aux boulevards de Saint-Loup et de la Valbarelle (ancienne RN 8) en passant sous le pont de l'A50.

## Origine du nom
La rue est baptisée en hommage au docteur Édouard Marie Heckel, qui a notamment fondé l'Institut colonial de Marseille et recréé le Jardin botanique qui porte son nom dans le Parc Borély.

## Bâtiments remarquables et lieux de mémoire
Au numéro 55 se trouve l'ancienne usine Rivoire et Carret, qui abrite désormais les pôles propreté, cadre de vie et valorisation des déchets ainsi que le pôle voirie espace public de la métropole d'Aix-Marseille-Provence.